# Saga France
Pour les articles homonymes, voir Saga (homonymie).
 (décembre 2014).
Si vous disposez d'ouvrages ou d'articles de référence ou si vous connaissez des sites web de qualité traitant du thème abordé ici, merci de compléter l'article en donnant les références utiles à sa vérifiabilité et en les liant à la section « Notes et références ».
SAGA France est née de la fusion entre SAGA AIR et SAGATRANS le 31 décembre 2009. SAGA, une société du Groupe Bolloré, est spécialisée en  Transport maritime, aérien et Express, Logistique, Projet industriel et opérations en douane. 
SAGA emploie environ 1 000 personnes à travers le monde et est présente sur une centaine de pays. Son siège social est à Puteaux (Hauts-de-Seine) et possède 20 agences en France, implantées sur les principaux ports et aéroports. 
Le 8 janvier 2016 la société (712-025-691) est radiée du registre du commerce et des sociétés.

## Histoire
SAGA, Société Anonyme de Gérance et d’Armement, a été créée en 1919. En 1978, SAGA AIR (fret aérien) et SAGATRANS (fret maritime) sont créées pour répondre de façon plus ciblée aux besoins de l’époque. SAGA AIR et SAGATRANS sont rachetées par le Groupe Bolloré en 1998 au sein de la division Transport. Le 31 décembre 2009, les deux entités ont fusionné pour devenir SAGA France et répondre aux demandes de transport multimodal de leurs clients.
Le 31 décembre 2015, les sociétés SAGA FRANCE et SDV ont fusionné pour devenir Bolloré Transport & Logistics.

## Métiers
- Freight Forwarding Air and Sea : Activité de groupage et de messagerie de fret aérien et maritime
- Express : SAGA EXPRESS : Transport en 24 à 72h de petits colis et documents à travers le monde
- Logistique / Supply chain : Préparation de commandes, traitement de marchandises sensibles, Cross-Docking, Emballage industriel, gestion de stock, reverse Logistics…
- Projet industriel : Activités de transport industriel, d’équipements hors gabarit, colis lourd
- Opérations en douane : conseil, déclaration et dédouanement

## Secteurs d'activité
- Pharmaceutique
- Edition
- Textile
- Luxe
- Automotive
- Parfums/Cosmétiques
- Oil and Gas
- Industrie

## Réseau
- Afrique
- Amériques
- Asie
- Europe
- Antilles-Guyane
- Océan Indien
- Pacifique